# 廣東巡撫
廣東巡撫，明清時代廣東軍政官員。

## 明朝
巡撫廣東地方兼贊理軍務一員。永樂中，設巡撫，後以總督兼巡撫事，遂罷不設。嘉靖四十五年復另設巡撫，加贊理軍務。隆慶四年又罷。

## 清朝
巡撫廣東等處地方提督軍務兼理糧饟一人。順治六年置，駐廣州。雍正二年，兼太平關務。光緒二十四年省，尋復置。光緒三十一年，以廣西軍務平，又省。巡撫從二品，加侍郎銜正二品。

### 順治朝
| 姓名   | 任命時間                           | 卸任時間                           | 備註               |
| 佟養甲 | 順治四年五月十二日 1647年6月15日   |                                    | 兩廣總督兼廣東巡撫 |
| 李棲鳳 | 順治六年五月十八日 1649年6月27日   | 順治十五年六月十五日 1658年7月15日 |                    |
| 董應魁 | 順治十五年七月十四日 1658年8月12日 | 順治十八年三月 1661年4月           |                    |

### 康熙朝
| 姓名   | 任命時間                                | 卸任時間                                | 備註 |
| 盧興祖 | 順治十八年五月廿日 1661年6月16日        | 康熙四年二月廿六日 1665年4月11日        |      |
| 王來任 | 康熙四年三月八日 1665年4月22日          | 康熙六年十一月十八日 1668年1月1日       |      |
| 劉秉權 | 康熙六年十二月十七日 1668年1月30日      | 康熙十四年正月十四日 1675年2月8日       |      |
| 佟養鉅 | 康熙十四年正月十四日 1675年2月8日       | 康熙十五年四月九日 1676年5月21日        |      |
| 金儁   | 康熙十六年十二月廿九日 1678年1月21日    | 康熙廿年十二月廿二日 1682年1月30日      |      |
| 李士楨 | 康熙廿年十二月廿二日 1682年1月30日      | 康熙廿六年十一月七日 1687年12月11日     |      |
| 朱弘祚 | 康熙廿六年十一月廿二日 1687年12月26日   | 康熙三十一年十二月廿一日 1693年1月26日  |      |
| 江有良 | 康熙三十一年十二月廿二日 1693年1月27日  | 康熙三十二年十二月廿日 1694年1_15日     |      |
| 高承爵 | 康熙三十三年正月廿六日 1694年2月19日    | 康熙三十五年十二月十六日 1697年1月8日   |      |
| 蕭永藻 | 康熙三十五年十二月十六日 1697年1月8日   | 康熙三十九年十二月十五日 1701年1月23日  |      |
| 彭鵬   | 康熙三十九年十二月十五日 1701年1月23日  | 康熙四十三年三月十一日 1704年4月14日    |      |
| 石文晟 | 康熙四十三年三月十一日 1704年4月14日    | 康熙四十四年八月廿七日 1705年10月14日   |      |
| 范時崇 | 康熙四十四年九月廿三日 1705年11月9日    | 康熙四十九年八月廿八日 1710年10月20日   |      |
| 滿丕   | 康熙四十九年八月廿八日 17lO年10月20日   | 康熙五十三年十二月六日 1715年1月11日    |      |
| 楊琳   | 康熙五十三年十二月廿四日 1715年1月29日  | 康熙五十五年十月十二日 1716年11月25日   |      |
| 法海   | 康熙五十五年十月廿六日 1716年12月9日    | 康熙五十七年十一月三日 1718年12月24日   |      |
| 楊宗仁 | 康熙五十七年十一月十一日 1719年1月1日   | 康熙六十一年十一月十七日 1722年12月24日 |      |
| 年希堯 | 康熙六十一年十一月十七日 1722年12月24日 | 雍正三年四月十一日 1725年5月22日        |      |

### 雍正朝
| 姓名   | 任命時間                         | 卸任時間                          | 備註 |
| 楊文乾 | 雍正三年四月十二日 1725年5月23日 | 雍正五年二月六日 1727年2月26日    |      |
| 常賚   | 雍正五年二月六日 1727年2月26日   | 雍正                              |      |
| 阿克敦 | 雍正五年七月十九日 1727年9月4日  | 雍正五年九月十三日 1727年10月27日 | 署   |
| 石禮哈 | 雍正五年九月十九日 1727年11月2日 | 雍正六年八月七日 1728年9月10日    | 署   |
| 傅泰   | 雍正六年八月七日 1728年9月10日   | 雍正八年五月廿六日 1730年7月10日  |      |
| 鄂彌達 | 雍正八年五月廿六日 1730年7月10日 | 雍正十年二月廿五日 1732年3月21日  |      |
| 楊永斌 | 雍正十年二月廿五日 1732年3月21日 | 乾隆二年三月廿四日 1737年4月23日  |      |

### 乾隆朝
| 姓名   | 任命時間                              | 卸任時間                              | 備註 |
| 王謩   | 乾隆二年三月廿六日 1737年4月25日      | 乾隆五年十一月十二日 1740年12月30日   |      |
| 王安國 | 乾隆五年十一月十二日 1740年12月30日   | 乾隆九年正月三日 1744年2月15日        |      |
| 策楞   | 乾隆九年正月三日 1744年2月15日        | 乾隆十年四月十三日 1745年S月14日      |      |
| 準泰   | 乾隆十年四月十三日 1745年5月14日      | 乾隆十二年五月二日 1747年6月9日       |      |
| 岳濬   | 乾隆十二年五月廿二日 1747年6月29日    | 乾隆十四年十二月廿一日 1750年1月28日  |      |
| 蘇昌   | 乾隆十四年十二月廿一日 1750年1月28日  | 乾隆十八年十一月八日 1753年12月2日    |      |
| 鶴年   | 乾隆十八年十一月八日 1753年12月2日    | 乾隆廿一年十月八日 1756年11月29日     |      |
| 周人驥 | 乾隆廿一年十月八日 1756年11月29日     | 乾隆廿三年正月廿五日 1758年3月4日     |      |
| 鍾音   | 乾隆廿三年正月廿五日 1758年3月4日     | 乾隆廿三年三月廿一日 1758年4月28日    |      |
| 托恩多 | 乾隆廿三年三月廿一日 1758年4月28日    | 乾隆廿七年八月十四日 1762年10月1日    |      |
| 明山   | 乾隆廿七年八月十四日 1762年10月1日    | 乾隆廿八年六月十二日 1763年7月22日    |      |
| 阿思哈 | 乾隆廿八年六月十二日 1763年7月22日    | 乾隆廿八年十一月八日 1763年12月12日   |      |
| 明山   | 乾隆廿八年十一月八日 1763年12月12日   | 乾隆三十年閏二月廿三日 1765年4月12日  |      |
| 王檢   | 乾隆三十年閏二月廿三日 1765年4月12日  | 乾隆三十二年八月廿四日 1767年10月16日 |      |
| 鍾音   | 乾隆三十二年八月廿四日 1767年10月16日 | 乾隆                                  |      |
| 良卿   | 乾隆三十三年三月十七日 1768年5月3日   | 乾隆三十三年四月十日 1768年5月25日    |      |
| 錢度   | 乾隆三十三年四月十日 1768年5月25日    | 乾隆三十三年六月廿六日 1768年8月8日   | 代   |
| 鍾音   | 乾隆三十三年六月廿六日 1768年8月8日   | 乾隆三十四年十二月三日 1769年12月30日 |      |
| 德保   | 乾隆三十四年十二月三日 1769年12月30日 | 乾隆四十年十二月十三日 1776年2月2日   |      |
| 熊學鵬 | 乾隆四十年十二月十三日 1776年2月2日   | 乾隆四十一年三月廿五日 1776年5月12日  |      |
| 李質穎 | 乾隆四十一年三月廿五日 1776年5月12日  | 乾隆四十五年三月十三日 1780年4月17日  |      |
| 李湖   | 乾隆四十五年三月十三日 1780年4月17日  | 乾隆四十六年十二月九日 1782年1月22日  |      |
| 雅德   | 乾隆四十六年十二月九日 1782年1月22日  | 乾隆四十七年三月十六日 1782年4月28日  |      |
| 尚安   | 乾隆四十七年三月十六日 1782年4月28日  | 乾隆四十九年正月廿八日 1784年2月18日  |      |
| 孫士毅 | 乾隆四十九年正月廿八日 1784年2月18日  | 乾隆五十一年五月十五日 1786年6月10日  |      |
| 圖薩布 | 乾隆五十一年五月十五日 1786年6月10日  | 乾隆五十四年六月十八日 1789年8月8日   |      |
| 郭世勳 | 乾隆五十四年六月十八日 1789年8月8日   | 乾隆五十九年五月十八日 1794年6月16日  |      |
| 朱珪   | 乾隆五十九年五月十八日 1794年6月16日  | 乾隆嘉慶元年六月一日 1796年7月5日     |      |

### 嘉慶朝
| 姓名   | 任命時間                            | 卸任時間                            | 備註 |
| 英善   | 嘉慶元年六月一日 1796年7月5日       | 嘉慶                                |      |
| 吉慶   | 嘉慶元年六月二日 1796年7月6日       | 嘉慶元年八月九日 1796年9月9日       | 兼署 |
| 張誠基 | 嘉慶元年八月九日 1796年9月9日       | 嘉慶二年三月廿三日 1797年4月19日    | 代   |
| 吉慶   | 嘉慶二年三月廿三日 1797年4月19日    | 嘉慶二年四月六日 1797年5月2日       | 兼署 |
| 陳大文 | 嘉慶二年四月六日 1797年5月2日       | 嘉慶四年正月廿日 1799年2月24日      |      |
| 陸有仁 | 嘉慶四年正月廿四日 1799年2月28日    | 嘉慶五年二月十二日 1800年3月7日     |      |
| 瑚圖禮 | 嘉慶五年二月十二日 1800年3月7日     | 嘉慶七年十一月廿三日 1802年12月17日 |      |
| 鐵保   | 嘉慶七年十一月廿四日 1802年12月18日 | 嘉慶八年正月四日 1803年1月26日      |      |
| 瑚圖禮 | 嘉慶八年正月四日 1803年1月26日      | 嘉慶八年八月五日 1803年9月20日      |      |
| 祖之望 | 嘉慶八年八月五日 1803年9月20日      | 嘉慶八年九月十四日 1803年10月29日   |      |
| 孫玉庭 | 嘉慶八年九月十四日 1803年10月29日   | 嘉慶九年十一月廿九日 1804年12月30日 |      |
| 百齡   | 嘉慶九年十一月廿九日 1804年12月30日 | 嘉慶十年六月八日 1805年7月4日       |      |
| 孫玉庭 | 嘉慶十年六月八日 1805年7月4日       | 嘉慶十三年十月十二日 1808年11月29日 |      |
| 永保   | 嘉慶十三年十月十二日 1808年11月29日 | 嘉慶十三年十一月廿一日 1809年1月6日 |      |
| 韓崶   | 嘉慶十三年十一月廿日 1809年1月6日   | 嘉慶十八年十月三日 1813年10月26日   |      |
| 董教增 | 嘉慶十八年十月三日 1813年10月26日   | 嘉慶廿二年三月一日 1817年4月16日    |      |
| 陳若霖 | 嘉慶廿二年三月一日 1817年4月16日    | 嘉慶廿三年四月廿日 1818年5月24日    |      |
| 李鴻賓 | 嘉慶廿三年四月廿日 1818年5月24日    | 嘉慶廿四年閏四月一日 1819年5月24日  |      |
| 康紹鏞 | 嘉慶廿四年閏四月一日 1819年5月24日  | 道光元年六月三日 1821年7月1日       |      |

### 道光朝
| 姓名   | 任命時間                             | 卸任時間                             | 備註     |
| 張師誠 | 道光元年六月三日 1821年7月1日        | 道光元年八月廿九日 1821年9月24日     |          |
| 孫爾準 | 道光元年八月廿九日 1821年9月24日     | 道光元年十月十日 1821年11月4日       |          |
| 嵩孚   | 道光元年十月十日 1821年11月4日       | 道光二年六月十七日 1822年8月3日      |          |
| 羅含章 | 道光二年六月十七日 1822年8月3日      | 道光二年十二月十三日 1823年1月24日   |          |
| 陳中孚 | 道光二年十二月十三日 1823年1月24日   | 道光五年八月五日 1825年9月16日       |          |
| 成格   | 道光五年八月五13 1825年9月16日       | 道光八年八月十二日 1828年9月20日     |          |
| 盧坤   | 道光八年八月十二日 1828年9月20日     | 道光十年八月廿七日 1830年10月13日    |          |
| 朱桂楨 | 道光十年八月廿七日 1830年10月13日    | 道光十三年七月廿五日 1833年9月8日    |          |
| 祁     | 道光十三年七月廿五日 1833年9月8日    | 道光十八年二月三日 1838年2月26日     |          |
| 怡良   | 道光十八年二月三日 1838年2月26日     | 道光廿一年八月十六日 1841年9月30日   |          |
| 梁寶常 | 道光廿一年八月十六日 1841年9月30日   | 道光廿二年十二月廿五日 1843年1月25日 |          |
| 程矞采 | 道光廿二年十二月廿五日 1843年1月25日 | 道光廿五年正月八日 1845年2月14日     |          |
| 黃思彤 | 道光廿五年正月八日 1845年2月14日     | 道光廿六年十二月二日 1847年1月18日   |          |
| 徐廣縉 | 道光廿六年十二月二日 1847年1月18日   | 道光廿七年十二月廿九日 1848年2月3日  | 葉名琛護 |
| 葉名琛 | 道光廿八年六月四日 1848年7月4日      | 咸豐二年七月廿四日 1852年9月7日      | 柏貴護   |

### 咸豐朝
| 姓名   | 任命時間                          | 卸任時間                             | 備註 |
| 柏貴   | 咸豐二年十二月廿四日 1853年2月1日 | 咸豐九年四月十九日 1859年5月21日     |      |
| 勞崇光 | 咸豐九年四月十九日 1859年5月21日  | 咸豐九年九月十二日 1859年10月7日     |      |
| 耆齡   | 咸豐九年九月十二日 1859年10月7日  | 咸豐同治元年七月廿三日 1862年8月18日 |      |

### 同治朝
| 姓名   | 任命時間                            | 卸任時間                            | 備註 |
| 黃贊湯 | 同治元年七月廿四日 1862年8月19日    | 同治二年六月廿九日 1863年8月13日    |      |
| 郭嵩燾 | 同治二年六月廿九日 1863年8月13日    | 同治五年二月廿六日 1866年4月11日    | 署   |
| 蔣益澧 | 同治五年二月廿六日 1866年4月11日    | 同治六年十一月廿五日 1867年12月20日 |      |
| 李福泰 | 同治六年十一月廿六日 1867年12月21日 | 同治九年十一月九日 1870年12月30日   |      |
| 瑞麟   | 同治九年十一月九日 1870年12月30日   | 同治十年四月十五日 1871年6月2日     | 兼署 |
| 劉長佑 | 同治十年四月十五日 1871年6月2月日   | 同治十年六月廿日 1871年8月6日       |      |
| 張兆棟 | 同治十年六月廿日 1871年8月6日       | 光緒五年正月廿四日 1879年2月14日    |      |

### 光緒朝
| 姓名   | 任命時間                            | 卸任時間                             | 備註                                                                 |
| 裕寬   | 光緒五年正月廿四日 1879。2年14日    | 光緒九年九月九日 1883年10月9日       |                                                                      |
| 倪文蔚 | 光緒九年九月九日 1883年10月9日      | 光緒十二年五月一日 1886年6月2日      |                                                                      |
| 譚鈞培 | 光緒十二年五月一日 1886年6月2日     | 光緒十二年十一月十日 1886年12月5日   |                                                                      |
| 吳大澂 | 光緒十二年十一月十日 1886年12月5日  | 光緒十四年七月十日 1888年8月17日     |                                                                      |
| 張之洞 | 光緒十四年七月十日 1888年8月17日    | 光緒十五年正月四日 1889年2月3日      | 兼署                                                                 |
| 劉瑞芬 | 光緒十五年正月四日 1889年2月3日     | 光緒十八年四月七日 1892年5月3日      |                                                                      |
| 剛毅   | 光緒十八年四月十一日 1892年5月7日   | 光緒廿年十月七日 1894年11月4日       |                                                                      |
| 馬丕瑤 | 光緒廿年十月八日 1894年11月5日      | 光緒廿一年九月 1895年10日            |                                                                      |
| 成允   | 光緒廿一年十月四日 1895年11月20日   |                                      | 署                                                                   |
| 譚鍾麟 | 光緒廿一年十一月四日 1895年12月19日 |                                      | 兼署                                                                 |
| 許振禕 | 光緒廿一年十二月二日 1896年1月16日  | 光緒廿四年七月十四日 1898年8月30日   | 光緒廿四年七月十四日裁湖北、廣東、雲南三省巡撫，同年九月十八日復設。 |
| 鹿傳霖 | 光緒廿四年九月十八日 1898年11月1日  | 光緒廿五年六月四日 1899年7月1日      |                                                                      |
| 德壽   | 光緒廿五年六月四日 1899年7月11日    | 光緒廿八年五月廿八日 1902年7月3日    |                                                                      |
| 岑春煊 | 光緒廿八年五月廿八日 1902年7月3日   | 光緒廿八年七月二日 1902年8月5日      |                                                                      |
| 李興銳 | 光緒廿八年七月二日 1902年8月5日     | 光緒廿九年三月廿一日 1903年4月18日   | 署                                                                   |
| 張人駿 | 光緒廿九年三月甘一日 1903年4月18日  | 光緒三十一年六月十七日 1905年7月19日 | 光緒三十一年六月廿一日裁廣東巡撫，以兩廣總督兼管。                   |